# Jan Prandota
Prandota, znany również jako Jan Prandota z Białaczowa herbu Odrowąż (ur. ok. 1200 w Białaczowie, zm. 20 września 1266 w Krakowie) – biskup krakowski od 25 maja 1242, kanonik kolegiaty sandomierskiej.

## Życiorys
Był synem komesa Sąda z Białaczowa w kasztelanii żarnowskiej. W młodości uczęszczał do szkoły katedralnej w Krakowie, a następnie odbył studia prawnicze za granicą. Spokrewniony z biskupem Iwonem Odrowążem, szybko osiągnął wysoką pozycję w Kościele polskim.
Kształcił się w krakowskiej szkole katedralnej. Już jako biskup krakowski był zwolennikiem i doradcą księcia Bolesława Wstydliwego. Dążył do jego osadzenia na tronie w Krakowie, do czego doprowadził w 1243 r.
Swoje poparcie dla Bolesława Wstydliwego przypłacił najazdami księcia Konrada mazowieckiego na ziemie kościelne, za co nałożył na Konrada mazowieckiego klątwę.
W 1244 r. sprowadził do Krakowa z pobliskiego Prądnika Zakon Kanoników Ducha św. de Saxia (duchaków), którym oddał we władanie kościół Świętego Krzyża, zapoczątkowując krakowskie szpitalnictwo.
Doprowadził do kanonizacji św. Stanisława Biskupa (8 września 1253 w Asyżu). W maju 1254 uroczystości z tej okazji zorganizowane w Krakowie zgromadziły wielu książąt piastowskich. Byli wśród nich: książę krakowski Bolesław Wstydliwy, książę wielkopolski Przemysł I, książę kujawski Kazimierz, książę mazowiecki Siemowit oraz książę opolski Władysław. W związku z kanonizacją katedra wawelska otrzymała szereg przywilejów odpustowych.
W 1256 r. uzyskał od papieża Aleksandra IV bullę papieską potwierdzającą pierwsze miejsce biskupów krakowskich po metropolicie gnieźnieńskim w polskim episkopacie.
Popierał fundacje zakonne: franciszkanów, dominikanów i cystersów. W 1257 r. przy kościele św. Marka osadził kanoników regularnych. W dobrach biskupich lokował miasta Iłżę, Kielce i Sławków. Brał udział w synodach i zjazdach biskupich. Polecił sporządzić inwentarz skarbca katedralnego, który był pochowany w podziemiach kaplicy św. Piotra i Pawła w katedrze wawelskiej (obecnie kaplica Wazów), którą ufundował.
Od XV w. otoczony był kultem. Jego grób w katedrze wawelskiej odkryto w 1454 r. (zachował się protokół cudów związanych z tym faktem). W 1639 r. przeniesiono szczątki biskupa, umieszczając je nad wejściem do kaplicy.
Biskupowi Prandocie poświęcone zostało łacińskie epitafium Hic iacet ecclesie decus, hic pastor bonus, hic flos, którego najstarsze wersje mogą pochodzić z XIII w., zaś wersja najobszerniejsza powstała po otwarciu grobu w 1454.